# 末日之戰3
《孤岛危机3》是一款由Crytek开发，EA发行的第一人称射击游戏，支持Microsoft Windows、PlayStation 3和Xbox 360平台。游戏于2013年2月19日在北美发行。本作为孤岛危机系列的第三部正传，2011年《孤岛危机2》的续作，也是三部曲的最后一部作品。游戏的多人部分由Crytek英国开发。
游戏背景设定于2047年的纽约，这座城市被包裹在腐化堕落的公司建造的巨大穹顶中，成为名副其实的雨林都市。本作剧情将继续围绕纳米服持有者“先知”与Ceph外星种族领袖的战斗展开，玩家将与《孤岛危机：弹头》的主角赛可（Psycho）同行。游戏中添加了一个新的高科技复合弓，增加的“黑客”功能可让玩家侵入敌人的装备和武器。
游戏将两部前作的都市与丛林景观结合起来，引入的“七大奇迹”展现了交相辉映的景观。由于《孤岛危机2》的线性玩法受到指责，本作将给予玩家更多的自由。开发团队也加入了更多的情感故事，故事的主角先知受到电影《第九区》主角的启发。游戏由一支百人团队开发，开发周期23个月。
《孤岛危机3》发行后受到了正面的评价。评论赞扬了游戏的关卡设计、画面和多人模式，但批评了游戏的剧情和长度。游戏预算为6600万美元，然而在发行当月仅售出20.5万份，对EA来说这是一次商业失败。本作后来被纳入《孤岛危机三部曲》（The Crysis Trilogy）合集中，于2014年2月20日发行。

## 游戏玩法

游戏中的新式武器——复合弓

与系列的前几部相同，《孤岛危机3》是一款未来背景的第一人称射击游戏。玩家将操控先知，进入纽约击败外星种族Ceph。在游戏中，玩家可以进行滑动、冲刺、跳跃或蹲下等动作。当遇到敌人时，玩家可通过用枪或箭射击，投掷手榴弹或C4炸药，亦可进行近战攻击。某些行动所需的能量由先知所穿的盔甲纳米生化服来提供。如果纳米服的能量太低，有些能力将无法施展，玩家必须等到能量自动补充后方可使用，所以玩家需要合理利用这些能量。游戏的人工智能得到强化，敌人能够更迅速地对玩家的攻击作出反应。他们可以躲在掩体后面，并可部署策略来帮助他们应对攻击。
纳米服可以让玩家识别敌人的威胁级别及他们持有的武器。玩家可以通过启用面甲模式来标记敌人和物品，并利用纳米视觉检测热量以发现敌人，此功能也会探测到盟友。游戏的世界将比二代更加开放，玩家被赋予更多的自由，可选择正面接触或用更加谨慎和隐蔽的游戏风格来完成任务。剧情的七个章节都没有明确的打法，相反，玩家可以采用不同的路线来达到他们的目标。玩家可以利用多种小工具和武器来对抗敌人，并通过纳米服强化其能力。他们还可以利用隐形斗篷躲避敌人或进行隐匿击杀。游戏引入了诸如复合弓等新式武器。复合弓可在匿踪模式使用而不破环其隐形效果，其他武器则没有这一功能。箭头能在使用后重新收集。游戏引入的新功能之一是玩家可以侵入敌人的武器。此外，玩家可以破解安全码、武器箱、Ceph的技术、地雷、激光武器以及岗哨炮塔，它们都对打击敌人有所帮助。
另外，玩家可以升级和定制自己的武器和纳米服，武器的附件和弹药类型均可进行更改。例如，玩家可以在弓的爆炸箭头和电荷箭头之间切换。纳米服可通过收集分散在各地的不同的模块进行升级。这些升级能够加强玩家的能力，增强纳米服的属性，解锁新的能力。
多人游戏的玩法仍然与单人类似。不同于单人战役的是，当玩家提升他们的装甲时，不会占用纳米服的任何能量。多人游戏有8种模式，12张地图。在每种模式中，特殊武器弹药可由玩家从地图中捡拾。玩家还可激活纳米服的一个新技能“撕裂与投掷”。技能允许玩家与环境对象进行交互，为敌对玩家创造障碍，从而建立战术优势。《孤岛危机3》推出了调整后的连续杀敌系统，玩家可以杀死敌对玩家，收集他们的狗牌以获得奖励。除了传统的多人游戏模式“团队死亡竞赛”与“坠落点”外。多人游戏新加入了新的猎人模式，这是一种不对称的多人模式，参与的双方玩家分别扮演的士兵或猎人。两种角色配备了完全不同的武器，如果士兵死亡后重生为猎人，那么士兵玩家就必须击败自己昔日的队友。PC版最多可允许16名玩家在线，而家用机版只能允许12人。

## 剧情

### 设定
玩家将操控先知，他在《孤岛危机2》故事发生24年之后重返2047年的纽约。他发现这座城市已被包裹在腐化堕落的公司建造的巨大穹顶中。纽约市自由圆顶是名副其实的雨林都市，里面有茂盛的树木、茂密的沼泽地与汹涌的河水。在自由圆顶中，七个变幻莫测的环境被称为“七大奇迹”。而先知则要揭开CELL建设隔离的穹顶的真正目的。这次行动被称为“复仇使命”。

### 故事
《孤岛危机2》事件后，赛可和先知在世界各地寻找Ceph的最终领导者。公司利用紐約之戰中掌握的外星人科技和無限能量源已經逐步發展成地球統治的實權政府，他们将先知冷冻起来，抓捕所有的纳米服士兵，剥离他们的纳米服，恢复存储在其中的基因。同時，當市民們被告知這些纳米裝置是用作提供保護與淨化功能時，事實上都是企業為掌控全世界一步步所設下的陷阱；於是部份人民成立了反政府游擊隊。由克蕾尔·方谭丽（Claire Fontanelli）带领的反抗軍因發現潛藏在企業所建造之供隔離使用的紐約纳米圓頂背後的邪惡動機，於是從冰凍箱救出唯一着有奈米服的先知。赛可也是反抗军的一员，之前曾是纳米服的持有者。他告诉先知的X系统供应整个世界的电力，位于废弃的纽约。那些付不起电力的人将成为奴隶。反抗军希望破坏X系统，让全世界获得自由。
赛可和先知关停X系统核心后发现，X系统是一个旨在遏制的装置。然而，二次防御启动，造成了电力设施自毁。被重新释放了出来，并且打开了一个通向Ceph母星的虫洞。它们计划通过虫洞送来入侵力量来侵略地球。随着的出现，异形被重新激活，并对地球展开攻击。先知决定杀死，结束外来威胁。
在先知解锁了自己的潜在能力后，得知计划使用可从世界电网汲取的电力的大天使卫星轨道炮摧毁。但攻击会引起连锁反应，导致地球被摧毁。先知一行在其积累足够的能量之前切断了武器。先知、赛可和克蕾尔登上了垂直起降飞机，与Ceph进行了大规模的空战，最终飞机坠毁。克蕾尔在空战过程中身亡。赛可对克蕾尔的死感到非常难过，对先知叹道，他已经无能为力了，因为他已不再拥有纳米服。先知鼓励赛可继续战斗，赛可找到另一个垂直起降飞机将先知送往Alpha Ceph的所在。
赛可和先知朝着前进，但却因主脑越陷越深。先知通过军队并杀死了。由于控制着每一个异形，它的死亡也意味着士兵的死亡。但他们没有足够的时间来破坏Ceph的虫洞结构，此时一道虫洞的光束将先知送入太空。在地球周围轨道上，先知看到了一个巨大的军舰通过虫洞到来。先知想到了大天使的力量，于是入侵了卫星，并用它来摧毁战舰，使虫洞坍缩。在爆炸中，先知撞到了碎片并坠入地球。他掉入了灵山岛附近的海域，此处也是27年前《孤岛危机》故事的发生地。
結局動畫中，先知似乎於靈山島隱居中，收音機撥放的演講內容也暗示前作的CIA特工史崔克蘭當選參議員，並領導重建秩序。其纳米服中的神经块被移除，衣服的外层变成了先知原来的身体，使他重获新生。他走到海滩，扔掉了前小队的狗牌，放弃了他的过去，并决定从此开始用他的真名为“劳伦斯·巴恩斯”。
片尾彩蛋中，兩個CELL士兵護送著三個驚慌失措的男人，匆忙穿過走廊將他們護送到安全屋。他們一路上不斷受到未知敵人的追擊，伴隨著詭異的聲音。這三個男人其實是CELL的董事會成員。抵達安全屋後，他們上報情況，但士兵轉身的瞬間立刻遭到射殺。三個緊張不已的董事回頭一看，發現麥可正坐在桌子後面。他冷冷地說自己曾在他們的醫院待過一段時間，現在他想「客訴一下」。

## 开发
《孤岛危机3》于二代发售前两个月的2011年2月开始开发。游戏单人模式由Crytek法兰克福开发，多人模式由Crytek英国开发。游戏的开发成本较二代明显减小，一些资源和人手被调去开发《国土防线2》和《崛起：罗马之子》。这样一来，大约只有100名游戏开发人员来完成23个月的开发周期。游戏的预算约为6600万美元。
为了重建一个更大和更广阔的沙箱，同时不破坏其本质。工作室决定重建纽约市，把游戏背景设定在后启示录时代的纽约。为此，制作组引入了由游戏中的CELL公司建立的穹顶“Nanodome”，包裹着已成为废墟多年的纽约。由于缺乏城市化，植物生长旺盛，导致城市环境融合了前两代游戏的都市与丛林风格。团队做出这一决定是为避免同类型游戏典型的都市战场。“Nanodome”用于固定森林的形状，防止其发展为热带雨林，Crytek希望穹顶可以定义游戏的气氛和故事。
游戏的主角是先知，曾出现在《孤岛危机》和《孤岛危机2》的纳米服持有者。他回归《孤岛危机3》是因为Crytek认为他是系列中出场时间最长也是最复杂的人物。在设计他时，制作组参考了电影《第九区》的主角。《孤岛危机》和《孤岛危机：弹头》的人物赛可回归并与主角同行。游戏讲述了先知发现他的前小队成员死亡后尝试自我救赎，并采取报复措施的故事。游戏探讨了“救赎”与“复仇”两个主题。此外故事也探讨了人类与技术之间的关系。游戏制作人麦克·瑞德（Mike Read）把游戏总结为“人性”。与《孤岛危机2》不说话的主角阿卡特兹不同，先知将在《孤岛危机3》中传递更多的情感联系。团队利用动作捕捉记录演员的表演、肢体动作和面部表情。瑞德称这有助于创造一个更加情感化的故事。由于技术限制，动作捕捉在之前的游戏中并未使用。
《孤岛危机2》发售后，其玩法被批评为过于线性，不像一代可以给玩家更多自由去探索。Crytek曾说，他们在开发两款游戏之后已经得到了一些经验。所以，Crytek试图整合一代的高自由度和二代的线性玩法，将二者所长融入到三代游戏中。尽管自由度不及一代，但与前作相比游戏地图显著增大。一些线性部分被保留，因为他们认为这些片段的存在可以帮助他们创造史诗般的时刻，并让玩家“经历一场声势浩大的迈克尔·贝时刻”。Crytek希望通过开放自由度来给玩家带来操控感，使他们能够规划并实施策略。游戏的七种开发阶段将在同一时间进行，其中作为重点的游戏玩法，艺术设计和优化会在一到两周内完成。
游戏中的另一个主题是“追捕”。许多武器都围绕这一概念制造。制作组不想按典型的武器来设计，让它们简单地区别于二代的武器，而是意图用武器来建立故事。游戏加入的复合弓在很大程度上让人想起了猎人经常使用的武器。游戏玩法由获取、适应及攻击三大支柱构成。在攻击之前，玩家通常会做一次侦查，了解敌人的行为和模式。通过使用弓箭，玩家可在暗中杀敌，而游戏的战斗时间被延长。团队还开发了一种称为“黑客”的新功能。根据Crytek的说法，“黑客”将在整个游戏中产生巨大作用。游戏的战斗节奏也比以前明显加快。
《孤岛危机3》开发的主要目标之一是“提升画面”，因为公司认为图形可有效协助和推动玩法，创造游戏沉浸感。游戏由Crytek独有的游戏引擎CryEngine 3开发。它采用了一些的CryEngine 3的最新功能，如体积雾和云阴影，改进的动态植被，动态焦散线，增强的区域照明及漫反射。由于旧主机硬件的局限性，《孤岛危机2》在设计时牺牲了PC的性能，导致许多玩家的批评。Crytek回应道《孤岛危机3》PC版对系统需求较高，它将“使电脑融化”。PC版需要显卡和操作系统兼容DirectX 11。和二代类似，游戏将在多平台发布，Crytek认为对他们来说，开发游戏的主机版是一个巨大的阻碍，因为他们不得不“把引擎撕成碎片”来让游戏得以在主机上运行。
游戏多人部分的目的是要在网络环境下提高纳米服的效率。为努力打造令人难忘的地图，团队设计了只能由玩家第一次通关后才能发现的路线。Crytek英国希望这种方式能够使玩家更加沉浸在游戏世界中。游戏中加入了新的模式“猎人模式”，其源于《时空分裂者》的角斗士模式。团队将疾跑能量从纳米服能量中分离出来，希望帮助玩家以更快的方式导航。
游戏音乐由鲍里斯拉夫·斯拉沃夫创作，他之前曾领导制作《孤岛危机2》的配乐。游戏中会有全新的音乐，而前作的音乐将会进行重组。因本作后末日的设定，音乐体裁会有所改变。为更好的体现玩家的游戏风格，游戏中的音乐是动态变化的。当玩家用激进的方式来完成任务时，背景音乐会更为激昂。相反，当玩家在进行潜行时，背景音乐将变得清幽宁静。

## 营销与发行
2010年11月，Crytek的一位执行制作人内森·卡马里奥（Nathan Camarillo）透露孤岛危机系列可能是一个长期发展的系列，因为他们认为系列的世界观容易让玩家投入进去，并为其消费。他补充道，“随着系列的发展，它没有理由不会和使命召唤系列一样大。”2011年1月，游戏的故事要素已在创作中。尽管如此，Crytek的首席执行官卡威特·耶里（Cevat Yerli）称如果《孤岛危机2》不是一个成功的游戏的话，Crytek也不会开发它的续作。2012年3月，Crytek称这是一个“绝对精彩”的项目，并透漏游戏将于2012年4月公布。2012年4月11日，游戏意外地在EA的网上商店泄露。游戏随后立刻被删除，但在当月16日正式公布。制片人阿尔伯特·休斯被委托制作6集《孤岛危机3》“七大奇迹”系列短片，短片的每一集都会展现游戏的不同特性。
2012年10月31日，PC多人游戏的封闭Alpha版在Origin为部分用户开放。测试于11月2日开始，11月9日结束。2013年1月29日，Beta版在Xbox 360、PlayStation 3和PC平台发布，包含两张地图（“博物馆”和“机场”）与两个游戏模式（“坠落点”和“猎人”）。测试结束于2013年2月12日。Crytek和EA宣称有300万人参加了测试。
2013年2月，《孤岛危机3》在Windows、PlayStation 3和Xbox360平台全球发布。由于任天堂和EA之间的合作出现裂痕，Wii U版被取消。游戏的猎人版也在同期发布，本版会赠送一些独占物品，并可在多人游戏中提前得到复合弓。预先订购游戏的玩家还可免费获得《孤岛危机》一代。2013年5月30日，EA宣布了游戏的追加下载内容“失落之岛（The Lost Island）”。这款多人DLC包含两个武器、四张地图和两个多人竞争模式“狂暴（Frenzy）”与“占领（Possession）”，于2013年7月4日在Microsoft Windows、PlayStation 3和Xbox 360平台发布。
2014年2月20日，《孤岛危机三部曲》合集发布，该合集包含《孤岛危机：弹头》、《孤岛危机2：极限版》、《孤岛危机3：数字豪华版》以及3代的“失落之岛”DLC。2015年3月4日，游戏通过Nvidia Shield在Android平台发布。

## 評價
| 汇总媒体   | 得分                                |
| ---------- | ----------------------------------- |
| Metacritic | PS3：77/100 X360：76/100 PC：76/100 |

| 媒体           | 得分   |
| -------------- | ------ |
| 电脑与电子游戏 | 8.5/10 |
| Edge           | 6/10   |
| 电子游戏月刊   | 9/10   |
| Eurogamer      | 7/10   |
| Game Informer  | 8.5/10 |
| GamesRadar+    | [ 67 ] |
| GameSpot       | 7.5/10 |
| GameSpy        | [ 4 ]  |
| GameTrailers   | 9.0/10 |
| IGN            | 8.5/10 |
| Joystiq        | [ 71 ] |
| 官方Xbox杂志   | 8.5/10 |
| PC Gamer英国   | 81/100 |

《末日之戰3》獲得了普遍不错的评价。按照评分汇总网站Metacritic的统计，Xbox 360版得分为76/100，PlayStation 3版为77/100，PC版为76/100。
游戏的视觉效果和画面受到广泛好评。Eurogamer的克里斯蒂安·唐兰（Christian Donlan）称赞了游戏稳定的帧率。此外，他认为游戏环境设计巧妙。GameSpy的马修·罗里（Matthew Rorie）认为游戏的视觉效果非常震撼，赞扬制作组创造了一种“荒凉且具奇异之美”的环境。Game Informer的马特·伯兹（Matt Bertz）表扬了由CryEngine引擎产生的视效，认为本作是有史以来视觉最佳的游戏之一。他还特别称赞了游戏的现实场景、水的表现以及人物的面部动画。GameSpot的凯文·范奥德（Kevin VanOrd）赞扬了衰落的城市环境与热带雨林的结合，称那是令游戏引人注目的原因之一。
游戏设计受到称赞。唐兰认为尽管在游戏中达到满级是很难的，但潜行模式仍受到了广泛欢迎。罗瑞称赞游戏的地图设计，认为游戏的开放程度鼓励玩家去探索。伯兹认为游戏世界已成功抓住了前作设定的平衡之处，并且，较大的开放程度可以让玩家在攻击之前进行战略部署。他认为，一些最优秀的任务会在游戏后期出现。IGN的特里斯坦·奥格尔维（Tristan Ogilvie）认为除去笨拙的控制车辆的几个片段，游戏的操控几乎完美。凡欧德则批评游戏过于简单。
游戏的在线多人模式受到了正面评价。《电子游戏月刊》的乔希·哈蒙（Josh Harmon）认为游戏多人模式优于单人模式，这使玩家更享受游戏体验。唐兰称赞了游戏的猎人模式，称其提供了一种紧张的体验。伯兹也同意类似的说法，但他认为该模式的吸引力不如统治模式等典型模式。他进一步批评了多人模式的重生系统和地形设计。GamesRadar的洛伦佐·维洛丽亚（Lorenzo Veloria）认为尽管某些游戏模式存在一些技术问题，但它们仍独特有趣。《Complex》杂志的迈克尔·鲁若（Michael Rougeau）认为猎人模式不平衡，并批评多人模式缺乏合作。Joystiq的大卫·辛克尔（David Hinkle）也指出，猎人模式的一些设计存在错误。
和游戏的其他方面相比，游戏剧情的表现并不尽人意。哈蒙认为游戏中的一些情感片段未能成功表现，他还批评故事情节容易遗忘。尽管如此，他仍然称赞了本作的结局，认为它为孤岛危机三部曲带来了一个适当的终结。与此相反，唐兰认为这不应是系列应有的结果。罗瑞认为尽管游戏有一个薄弱的开场、约6小时的短暂剧情，但其故事要比前作更加成熟。伯兹认为游戏故事在系列作品中是最有凝聚力的。不过维洛丽亚批评游戏由于缺乏个性发展和有趣的对话，使得剧情十分平淡。相反地，奥格尔维认为游戏中的对话和配音是优秀的，因为游戏塑造了前作未能塑造的人物。他认为本作的剧情是系列的一次巨大提升。
《电脑与电子游戏》的本·格里芬（Ben Griffin）批评了游戏硬件配置要求过高，指出一般玩家运行游戏时无法最大限度地发挥硬件性能。GameTrailers给予游戏9/10分，并因其设计、故事、玩法和演示将游戏评为“编辑选择奖”。
许多评论员认为《孤岛危机3》是该系列的一次进化，但并非突破性的革命。罗瑞认为游戏没有足够的野心，尽管游戏总体上已完善了《孤岛危机》的体验，但并未脱离前作。他认为《孤岛危机3》没有实现由《孤岛危机》一代带来的革命。维洛丽亚认为游戏形式没有任何新的内容，但本作总体的体验还令人满意。奥格尔维认为游戏经打磨后仍未对基础进行彻底改造。PC Gamer的埃文·拉提（Evan Lahti）认为游戏没有给玩家带来惊喜，而且游戏给人的感觉是“孤岛危机2：第二集”，而不是一部续作。

### 销量
在游戏发售的前两周，《孤岛危机3》成为英国最畅销的游戏，超过《合金装备崛起 复仇》。在发售的首月，游戏在12天内于北美售出20.5万份。本作与EA同时期发售的游戏《死亡空间3》都未能达到公司的销售预期，卡威特·耶里也对游戏的销量感到失望。不过，他认为《孤岛危机3》是工作室迄今为止开发过的最好的游戏。

## 未来
孤岛危机三部曲的最终作《孤岛危机3》发售后，玩家纷纷猜测游戏是否会有续作。耶里称下一部作品不会叫“孤岛危机4”，因为这样会误导玩家。2012年6月12日，Crytek透露在《孤岛危机3》发布后公司将专注于网络游戏免费模式。